# Suzuki Samurai

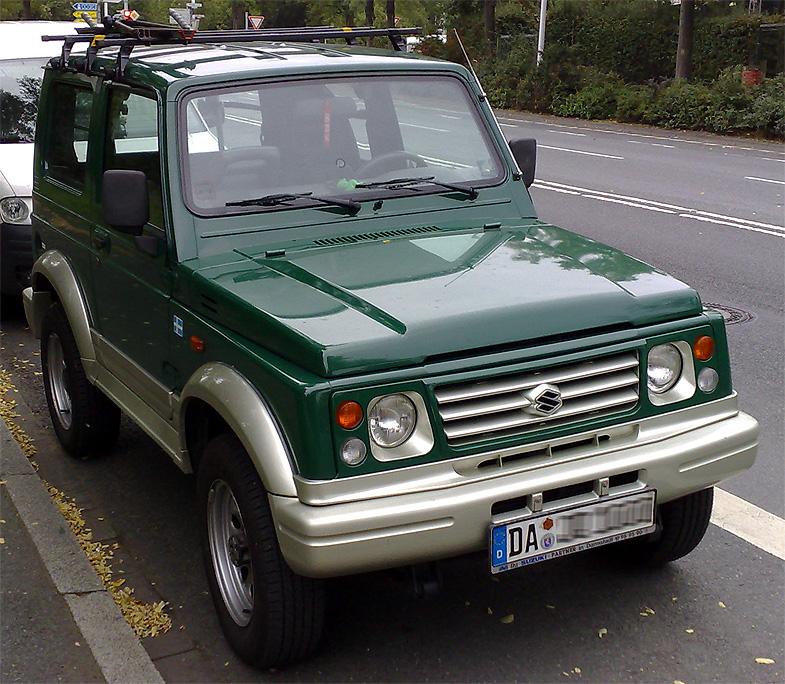
Suzuki Samurai

Suzuki Samurai je malý off-road z produkce japonské automobilky Suzuki. Vyráběl se v letech 1970 až 1999.

## Popis
Na šířku měří pouze 1395 mm, disponuje benzínovými motory s objemem od 0,8 do 1,3 l. Původně se vyráběl v Japonsku, později se výroba přesunula také do Španělska a do Indie. V Indii nesl vůz název Maruti Gipsy. Vozy byly označovány jako SJ, starší modely pak LJ.

## Historie
Vývoj vozu započal rokem 1968. První model vážil pouhých 600 kg, byl třímístný s plátěnou střechou. Roku 1984 byl již dostupný s novým benzínovým motorem 1.3. V roce 1985 se dostal také na americký trh.

## Technická specifikace
U modelů po roce 1990:
- Motor: zážehový řadový čtyřválec
- Zdvihový objem (cm³): 1298
- Max. výkon (kW/k): 51/69
- při otáčkách/min: 6000
- Max. točivý moment (N.m): 103
- při otáčkách/min : 3500
- Max. rychlost (km/h): 140
- Počet převodových stupňů: 5
- Pohotovostní hmotnost (kg): 890
- Světlá výška (mm): 210
- Spotřeba paliva (město/mimo město/kombinace) (l/100 km): 11,0/7,9/8,1
- Rozměry: délka/šířka/výška/rozvor (mm): 3295/1395/1680/2030